# Eupelmus albipes
Eupelmus albipes är en stekelart som beskrevs av Girault 1915. Eupelmus albipes ingår i släktet Eupelmus och familjen hoppglanssteklar. Inga underarter finns listade i Catalogue of Life.